# Povijest Cipra
Povijest Cipra je povijest otoka Cipra i Republike Cipar od prapovijesti do danas.

## Prapovijest i stari vijek
Prva arheološka nalazišta na Cipru datiraju iz neolitika (6000. – 3000. pr. Kr.). Dolazak ljudi na otok se podudara s istrebljenjem patuljstih nilskih konja i patuljastih slonova. Najstarije nalazište je Aetokremnos na poluotoku Akrotiri. Najvažnije nalazište je Kirokitija (jedno od najstarijih naselja na svijetu, oko 8200. pr. Kr.) prema kojoj je dobila ime khirokitijska pretkeramička neolitska kultura (karakteriziraju ju okrugle kuće tolosi).
Sredinom 2. tisućljeća prije Krista Cipar se nalazio pod vlašću Egipta. Vrlo su razvijene kulture brončanog doba (tada se je na Cipru kopao bakar koji je postao glavna sirovina otoka i prema kojem je Cipar dobio ime).
Od 15. st. pr. Kr., a osobito od 9. do 8. st. pr. Kr., Cipar se tješnje veže uz Grčku što se vidi po nalazištima mikenske kulture. Cipar je u mitovima rodno mjesto Afrodite, Adonisa i dom mitskim kraljevima Kinurasu, Teukrosu i Pigmalionu.
Oko 800. pr. Kr. Cipar su naselili Feničani koji su zasnovali nekoliko svojih kolonija. Otokom su vladali Asirci, Egipćani i Perzijanci (525. pr. Kr.). Onesil je poveo Ciprane da se pridruže jonskim Grcima protiv Perzijskog Carstva u neuspješnoj Jonskoj pobuni 499. pr. Kr. Godine. 333. pr. Kr. Cipar je zauzeo Aleksandar Makedonski, a 58. pr. Kr. došao je pod rimsku upravu. Tijekom cijelog starog vijeka na Cipru je bio vrlo razvijen kult božice Afrodite (Venere) koja je prema legendi rođena iz morske pjene kod mjesta Paphos na otoku. Cipar je i jedno od prvih mjesta koje je posjetio Sveti Petar na svome misionarskom putovanju.

## Srednji vijek
Cipar je bio pod bizantskom upravom od 395. do 1191. godine kad ga je zauzeo engleski kralj Rikard Lavljeg Srca na putu u križarski rat. On ga je prodao templarima, koji su ga pak prodali francuskom grofu Gvidu Lizinjanskom (Guy de Lusignan), naslovnom kralju Jeruzalema, koji je na njemu utemeljio vladajuću dinastiju Lizinjan sve do 1474. godine.
Godine 1489. otok su zauzeli Mlečani (nakon abdikacije Katarine Cornaro, udovice lusignanskog kralja Jamesa II). Cipar je bio centar mletačke trgovine na Istoku, te su Mlečani podigli slavne zidine oko grada Nikozije, aktualnog glavnog grada Cipra. Tijekom cijele vladavine Venecije, otok su konstantno opsjedale trupe Osmanskog carstva. God. 1539. Turci su uništili Limassol i Mlečani su u strahu da će se isto dogoditi i drugim gradovima, utvrdili i Famagustu i Kyreniju.
Naposljetku su ipak Turci zauzeli cijeli Cipar 1571. godine.

## Turska i britanska vlast
Godine 1570. Osmansko Carstvo organiziralo je golemu vojsku pod vodstvom Pajla-paše s oko 60.000 vojnika koji su naposljetku, usprkos snažnom otporu stanovnika Nikozije i Famaguste, pokorili Cipar. 20.000 Nikozijaca je pogubljeno, a svaka crkva, javna zgrada i palača je opljačkana. Turci su primijenili sustav Millet koji je dozvoljavao vjerskim vođama da vode svoj ne-muslimanski manjinski puk, tako su uveli da Pravoslavna crkva bude posrednik između Ciprana kršćana i njihovih muslimanskih vladara, čime su ostvarili, pored vjerske, i djelomičnu političku i ekonomsku moć.
Veliki porezi izazvali su brojne pobune, točnije od 1572. do 1668. god. dogodilo se njih 28, i sve su bile krvavo ugašene. Osmanska uprava je prvi pravi popis stanovništva napravila tek 1831. god. (i to samo muškaraca), na kojemu se navode 14,983 muslimana i 29,190 kršćana. Do 1872. god., populacija stanovništva je narasla do 144.000, uključujući 44.000 muslimana i 100.000 kršćana.
Nakon rusko-turskog rata, Berlinskim kongresom 1878. god. došao je pod britansku upravu (Osmansko carstvo ga je ustupilo Britancima u zamjenu za pomoć u rusko-turskom ratu). Do 1906. god., kada je dovršena luka Famagusta, Cipar je postao strateška pomorska stanica prema Sueskom kanalu, prema najvažnijoj britanskoj koloniji – Indiji. God. 1914. Velika Britanija ga je formalno anektirala, a od 1925. god. ima status kolonije. Tijekom britanske uprave jača nacionalna svijest ciparskih Grka te se javljaju želje za pripajanjem Cipra Grčkoj. Politika s takvim ciljem se naziva Énosis (ujedinjenje). U siječnju 1950. god. Pravoslavna crkva je organizirala referendum, koji su bojkotirale općine s turskom većinom, na kojemu je preko 90% glasalo za "enosis", tj. ujedinjenje s Grčkom. God. 1955. osnovana je organizacija EOKA (nacionalna organizacija ciparskih boraca) koja je pokrenula terorističku kampanju protiv britanske uprave. U isto vrijeme osnovan je i Turski pokret otpora (TMT) koji se zalagao za Taksim (odcjepljenje).

## Neovisni Cipar
God. 1960. Cipar je stekao neovisnost sporazumima u Zürichu i Londonu između Ciprana, Grčke, Velike Britanije i Turske. Velika Britanija je zadržala suverene vojne baze Akrotiri i Dhekeliju, dok je upravna vlast prenijeta na općine prema nacionalnim kvotama s posebnim pravom veta turske manjine, 30% učešća u vlasti. Prvi predsjednik je bio Makarios III., arhiepiskop Ciparske pravoslavne crkve. God. 1963. izbili su među-općinski sukobi, koje su dijelom poticale općine s većinskim stanovništvom. U nekim enklavama ciparski Turci su se povukli u područja s većinom turskim stanovništvom, a arhiepiskop Makarios III. je nastojao smiriti napetosti između ciparskih Grka (koji žele enosis) i Turaka (koji su protiv) te se protivi ujedinjenju s Grčkom pozivajući se na amndmane Londonskog sporazuma. UN se uključio i poslao svoje vojne snage (UNICYP) na kritična mjesta sukoba.

## Podijeljeni Cipar
Nezadovoljni nacionalisti iz EOKA su 13. srpnja 1970. izveli državni udar. Novi predsjednik je postao vođa EOKA Georgios Grivas koji podržava enosis. God. 1974. Grivas je umro, te se vratio Makarios. Njega je ubrzo svrgnuo Nikos Sampson. Turci su se prestrašili mogućeg ujedinjenja s Grčkom, te je Turska 1974. izvršila invaziju na sjever otoka gdje okiprala 2/5 otoka. Brojčano nadjačane, grčke snage su se povukle, a područje the Ayia Napa se spasilo invazije samo zbog blizine britanske vojne baze koju turci nisu se usudili napasti. Naposljetku je 37% Cipra palo u turske ruke a 170.000 ciparskih Grka izbjeglo je na jug, da bi oko 50.000 ciparskih Turaka prebjeglo na sjever. Sampson je napustio mjesto predsjednika, te ga je naslijedio Glafkos Clerides. Do kraja godine se je ponovo vratio Makarios.
God. 1975. otok je podijeljen na grčki i turski dio između kojih je zona pod upravom UN-a. UN priznaje jedino grčki vladu, dok su Turci na sjeveru 1983. god. proglasili nepriznatu Tursku Republiku Sjeverni Cipar (koju priznaju samo Turska i Pakistan). U pregovorima o ujedinjenju Cipra posreduju UN i SAD, a opterećuju ih politički prijepori između Grčke i Turske.
God. 1977. umro je Makarios te je predsjednik postao Spyros Kyprianou. Od 1988. je predsjednik Georgios Vassiliou. Od 1993. god. predsjednik je Glafkos Clerides koji je potpisao obrambeni sporazum s Grčkom i teži priključenju Europskoj uniji. Tome se odlučno protive ciparski Turci koji stvaraju jednostrani obrambeni savez s Turskom (1994.) i Sporazumom o udruživanju (1996.) potiču integraciju s Turskom.
Od 2003. god. Predsjednik je Tassos Papadopoulos, a nakon referenduma 2004. god. propao je UN-ov plan ujedinjenja otoka. Cipar se nakon toga ipak pridružio Europskoj uniji 1. svibnja 2004. god.